# Pogorzelec (gromada w powiecie włodawskim)
Pogorzelec – dawna gromada, czyli najmniejsza jednostka podziału terytorialnego Polskiej Rzeczypospolitej Ludowej w latach 1954–1972.
Gromady, z gromadzkimi radami narodowymi (GRN) jako organami władzy najniższego stopnia na wsi, funkcjonowały od reformy reorganizującej administrację wiejską przeprowadzonej jesienią 1954 do momentu ich zniesienia z dniem 1 stycznia 1973, tym samym wypierając organizację gminną w latach 1954–1972.
Gromadę Pogorzelec z siedzibą GRN w Pogorzelcu utworzono – jako jedną z 8759 gromad na obszarze Polski – w powiecie włodawskim w woj. lubelskim na mocy uchwały nr 17 WRN w Lublinie z dnia 5 października 1954. W skład jednostki weszły obszary dotychczasowych gromad Pogorzelec, Dębów i Motwica ze zniesionej gminy Romanów oraz obszar dotychczasowej gromady Holeszów wieś ze zniesionej gminy Sławatycze w tymże powiecie. Dla gromady ustalono 12 członków gromadzkiej rady narodowej.
1 stycznia 1960 gromadę zniesiono, włączając jej obszar do gromad Hanna (wieś i PGR Holeszów) i Sosnówka (wsie Dębów i Pogorzelec oraz wieś i kolonię Motwica) w tymże powiecie.